# Vsevolod Nestayko
Vsevolod Nestayko (en ucraniano: Всеволод Зіновійович Нестайко; 30 de enero de 1930 – 16 de agosto de 2014) fue un escritor ucraniano de literatura infantil moderna. Se lo considera el escritor de literatura infantil más famoso y querido de Ucrania.

## Biografía
Durante la Primera Guerra Mundial los padres de Nestayko estaban en lados opuestos del frente. Su padre fue un fusilero de Sich (del ejército austro-húngaro) y posteriormente miembro del Ejército ucraniano de Galitzia; su madre era una maestra de literatura rusa y enfermera en el Ejército Imperial Ruso. En 1933 su padre fue matado por la NKVD. Para escapar de la hambruna en Holodomor Nestayko y su madre se mudaron a Kiev a la casa de su hermana. Desde entonces Nestayko vivió y trabajó en Kiev.
En 1947 comenzó sus estudios y en 1952 Nestayko se graduó en la Facultad de Filología de la Universidad Nacional de Kiev Taras Shevchenko. Luego trabajó en el semanario "Dnipro", "Periwinkle" y "Youth". Y desde 1956 hasta 1987 Nestayko fue el editor a cargo del semanario de literatura infantil "Rainbow". El primer libro publicado por Nestayko fue “Shurka & Shurko” el cual publicó en 1956. Desde entonces hasta su muerte publicó cerca de 30 historias, cuentos de hadas, novelas y obras de teatro. Sus libros han sido traducidos a veinte idiomas, incluidos inglés, alemán, francés, español, ruso, árabe, bengalí, húngaro, rumano, búlgaro y eslovaco. La adaptación de la obra Toreadors from Vasyukivka de Nestayko ganó el GranPrix en el Festival Internacional en Munich (en 1968) y el premio mayor en Sídney (en 1969). La adaptación de El Fraude ”F” fue distinguida en el Festival Cinematográfico de toda la Unión Soviética en Kiev (in 1984) y en el Festival Cinematográfico en Gabrovo (en Bulgaria en 1985). Las obras de Nestayko han sido incluidas en el curriculum escolar en Ucrania.
En el 2010 el presidente de Ucrania Viktor Yushchenko lo premió con la Orden del Príncipe Yaroslav el Sabio de quinta clase.